# Giulio Gabrielli (1748-1822)
Giulio Gabrielli ( "Quanto mais jovem"; 20 jul 1748 - 26 de setembro de 1822) foi um italiano Igreja Católica 's cardeal . Ele passou a maior parte de sua carreira na Cúria Romana .

## Biografia
Nasceu em Roma em 20 de julho de 1748, Roma. Filho do Marquês Angelo Gabrielli e da Marquesa Caterina Trotti. Parente do cardeal Giulio Gabrielli (1641). Seu sobrenome também está listado como Gabrieli.
Estudou direito. Recebeu o subdiaconato em 9 de março de 1800; diaconato, 16 de março de 1800..
Ordenado em 23 de março de 1800. Protonotário apostólico. Relator do CC do Bom Governo; depois, secretário. Secretário da SC do Conselho Tridentino..
Criado cardeal sacerdote no consistório de 23 de fevereiro de 1801; recebeu chapéu vermelho, 26 de fevereiro de 1801; e o título de S. Tommaso em Parione, 20 de julho de 1801..
Eleito bispo de Sinigaglia, em 11 de janeiro de 1808. Consagrada, domingo, 14 de fevereiro de 1808, capela particular do papa, Roma, pelo Papa Pio VII, auxiliado por Francesco Bertazzoli, arcebispo titular de Edessa, e por Giuseppe Bartolomeo Menocchio, bispo titular de Porfireone, sacristão papal. Secretário de Estado, 26 de março de 1808. Preso pelos franceses, 16 de junho de 1808, e deportado para Novara e Milão; e em 1809 para a França com o Papa Pio VII; confinado em Sedan. Por sua recusa em comparecer às cerimônias de casamento do imperador Napoleão I Bonaparte e da arquiduquesa Maria Luísa da Áustria em 2 de abril de 1810, ele e outros doze cardeais foram privados de suas propriedades e de sua dignidade cardinalícia e obrigados a usar roupas pretas, daí seu nome de "cardeais negros". Ele se juntou ao papa em Fontainebleau em 1813; em fevereiro de 1814, confinado novamente em Le Vigan, Cévennes (sul da França), até ser libertado. Secretário dos Breves Apostólicos. Prefeito da SC do Conselho Tridentino, 26 de julho de 1814 até 9 de maio de 1820. Renunciou ao governo pastoral da diocese, 5 de fevereiro de 1816. Optou pelo título de S. Lorenzo em Lucina, 17 de dezembro de 1819. Cardeal. _ Pró-datário de Sua Santidade, 12 de maio de 1820 até sua morte. Abade commendatario de S. Paolo em Valdiponti, Perugia; S. Giovanni dell'Eremo, Città della Pieve; e Ss. Vito e Pancrazio, Todi..
Morreu em Roma em 26 de setembro de 1822, Albano Laziale. Exposto na igreja de S. Maria sopra Minerva, Roma, onde teve lugar o seu funeral a 1 de outubro de 1822; e sepultado naquela mesma igreja..

## Link Externo
- Un cardinal au Vigan[ligação inativa]
- Fiche du cardinal sur le site de la FIU